# Oppidum

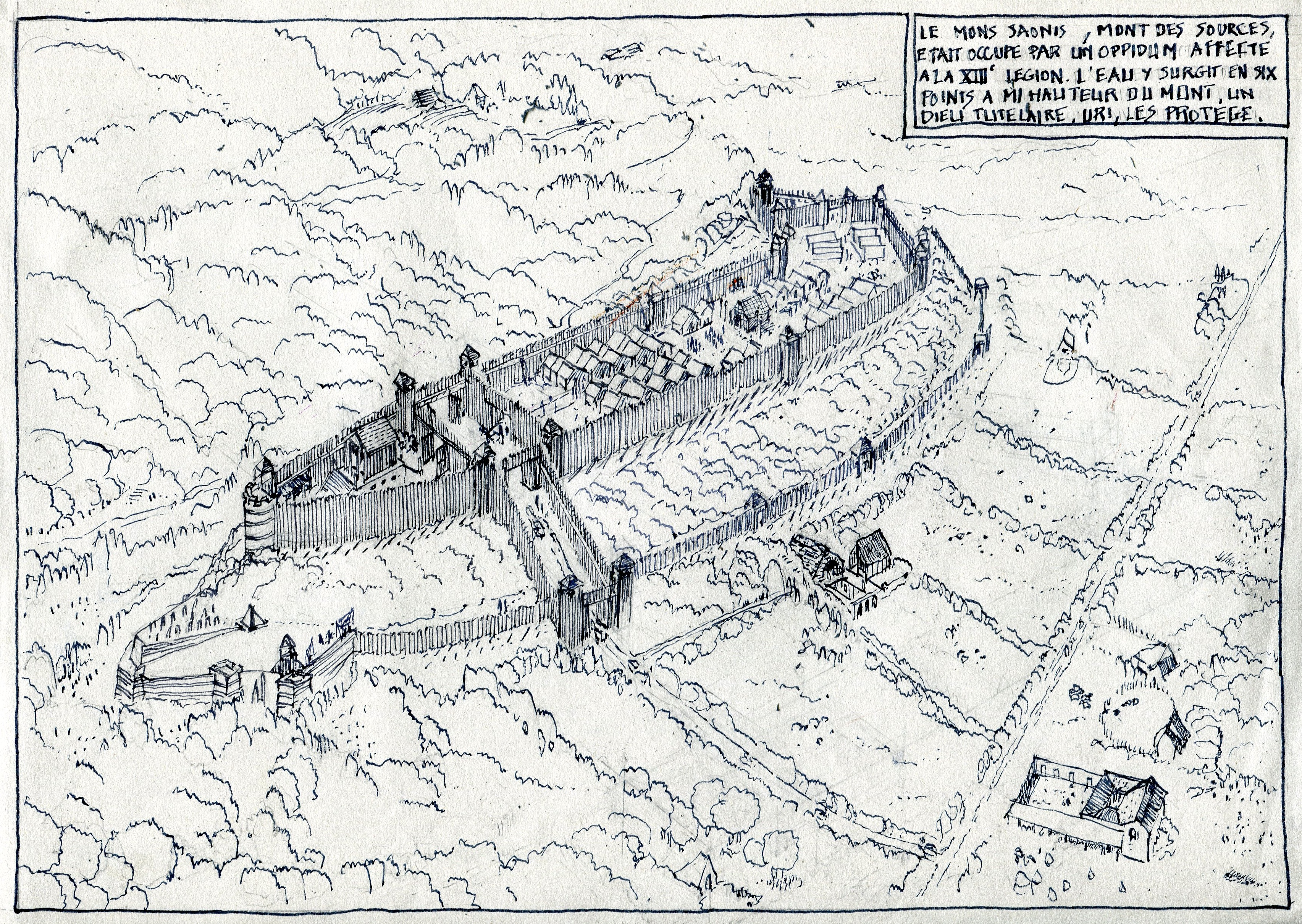
Oppidum Montsaon (reconstituire)

Denumirea latină de oppidum (pl: oppida) reprezenta în Imperiul Roman principala așezare a unei diviziuni administrative.
În lucrarea sa Commentarii de Bello Gallico, Iuliu Cezar descria așezările epocii de fier găsite în Galia ca fiind oppida. Termenul însemna "loc înalt", "fortificație", reprezentând un loc înalt, de obicei pe o colină sau pe un platou, ale cărui mijloace naturale de apărare au fost amplificate de mâna omului pe vremea celților.
La romani, termenul de oppidum desemna așezările fortificate, întărite. Aceste mari așezări erau în multe privințe asemănătoare orașelor romane: erau un loc unde trăiau oamenii, meșteșugarii își expuneau produsele, erau depozitate grâne din fermele învecinate. În oppida aveau loc și târguri de vite. Aceste orașe erau fortificate cu palisade și valuri de pământ, cu șanțuri și, adeseori, cu ziduri cu osatura de lemn și paramente de piatră neecarisată.
În ținuturile cucerite de romani, "oppida" erau folosite în infrastructura administrativă a imperiului. Pentru a ușura activitatea, uneori aceste așezări erau strămutate de pe dealuri la șes.
În regatul Ungariei, deci și în Transilvania, din perioada medievală, oppidum (în maghiară mezőváros) era termenul oficial pentru a denumi "orașe-târguri", care aveau un statut inferior orașelor regale libere, dar superior satelor.
În Banatul medieval, oppida erau denumite localitățile aflate sub jurisdicție seniorială. Din punct de vedere legal, locuitorii din oppida erau tratați precum țăranii, în timp ce locuitorii din civitates erau oameni liberi.